# Phlegeton
J.L. Rey 'Phlegeton' (nacido en 1979), es un músico español, vocalista, baterista, letrista, productor discográfico y artista visual de Madrid, España.
A lo largo de los años, Phlegeton ha creado varias bandas y proyectos musicales. Es conocido por su trabajo como vocalista el la banda de death metal, Wormed, y por su trabajo artístico como ilustrador de portadas de discos, especialmente para bandas de death metal.
En 2005, lanzó su propio estudio de diseño, Phlegeton Art Studio. Ha creado diversas portadas para bandas de metal extremo internacional. Es uno de los pioneros en combinar ilustraciones digitales, diseño gráfico, 3D y fotografía, basándose principalmente en conceptos de ciencia ficción y horror.
Su seudónimo está basado en la mitología griega, el río Phlegethon (en inglés) o Flegetonte (Φλεγέθων, Phlegéthôn, traducción: "flamígero"), uno de los cinco ríos en las regiones infernales del inframundo.

## Música
Phlegeton ha estado al frente de numerosas bandas, incluidas Wormed, Human Mincer, Wrong, Banished from Inferno and Unsane Crisis. También ha sido miembro de Godüs, The YTriple Corporation, Garth Arum (live), Nüll e Infernal. Ha publicado 10 álbumes de estudio.
Phlegeton tiene un registro vocal diverso, que abarca muchos estilos extremos, incluyendo guturales, pig squeals, gorjeos, death growls, voces limpias, rasgadas, y agudas. Se le conoce también por su estilo innovador de temática espacial y tecnológica con toques de ciencia ficción en las letras de la banda Wormed.

## Discografía (como músico)
| WORMED (vocalista) - Floating Cadaver in the Monochrome MLP (1999) - Voxel Mitosis SINGLE (2001) - Planisphærium LP (2003) - Quasineutrality EP (vocalista, batería) (2010) - Exodromos LP (2013) - Krighsu LP (2016) - Metaportal EP (2019) ALTARAGE (batería) - Endinghent LP (2017) - The Approaching Roar LP (2019) - Succumb LP (2021) - Sol Corrupto LP (2022) - Cataract EP (2023) - Worst Case Scenario LP (2023) UTSIK (todos los instrumentos y voces) - El Camino del Miedo EP (2020) LIFELOST (todos los instrumentos y voces) - Dialogues from Beyond LP (2018) - Punitive Damnation LP (2021) BANISHED FROM INFERNO (batería) - Banished from Inferno EP (2008) - Minotaur LP (2011) HUMAN MINCER (vocalista) - Degradation Paradox LP (2008) UNSANE CRISIS (batería, vocalista) - Unsane Crisis / Ekkaia SPLIT (2001) - Unsane Crisis / Hashassin SPLIT (2003) | WRONG (vocalista, batería) - Memories of Sorrow LP (2013) - Pessimistic Outcomes LP (2014) GODÜS (vocalista, batería) - Demo 2003 (2003) - Hell Fuck Demon Sound LP (2004) - Punishment Is Necessary EP (2005) - Phantomgrave: I Am the Catacombs LP (2007) INFERNAL (batería) - The Reapers of God / Exelsus Diaboli SPLIT (2004) - A Tragedy Called Existence LP (2004) NÜLL (batería) - Turbosuizide EP (2000) THE YTRIPLE CORPORATION (batería) - The Sentinel's Eyes: A Flashforward EP (2011) - Medusa Megalopolis LP (2013) PHLGZ (música electrónica) - phlgz EP (2009) - p-gram-engaged-ro SINGLE (2013) - xtr0p1an EP (2017) - Logy EP (2020) - NEBVLAE EP (2020) - VARØQ EP (2021) |

## Apariciones especiales (como vocalista)
- Imperial Triumphant – Alphaville Voces (2020) (tema 8. Experiment (Voivod))[26]
- Aborted - The Necrotic Manifesto Voces (2014) (tema 11)[27]
- Hybrid - The 8th Plague (2008) Voces[28]
- Awaiting the Autopsy - Couldn't Tell the Bodies Apart (2009) Voces (tema 3)[29]

## Portadas para discos creadas
| - ADE - Spartacus (Ita) - Atman - No Recordáren a la Mort (Spa) - Atman - L’ Assassi de Venus (Spa) - Avulsed - Gorespattered Suicide (Spa) - Avulsed - Reanimations (Spa) - Aura Noctis - Itineris I (Spa) - Aura Noctis - Vitae Proelium (Spa) - Benighted - Icon (Fra) - Caberman - Castle Dangerous (UK) - Cerebric Turmoil - Neural Net Meltdown (Ger) - Coffins - Sacrifice to Evil Spirit (Jap) - Cuernos de Chivo - Deshumanización (Spa) - Decimation - Entering the Celestial Ruins (Tur) - Delirium - Inside the Abattoir (USA) - Deteriorot - The Faithless (USA) - Disgorge - Gore Blessed to the Worms (Mex) - Disgraseed - Flesh Market (Fra) - Disseverment - Disseverment (USA) - Doppler - Apophenia: Type I Error (Spa) - Dying - Born from Impurity (Spa) - Embryonic Devourment - Beheaded by Volition (USA) - Excruciate - Depths of Impurity (Au) - Execration - A Feast for the Wretched (USA) - Female Nose Breaker - Catalogue of Cruelty (Swi) - Frequency - The Flow (Spa) - Frozen Ocean - The Dyson Swarm (Rus) - G-noma - Origen (Spa) - Genotype - Design Intent (USA) - Gloria Morti - Eryx (Fin) - Gloria Morti - Anthems of Annihilation (Fin) - Godüs - Phantomgrave: I am the Catacombs (Spa) - Golgotha - New Life (Spa) - Gorevent - Worship Paganism (Jap) - Human Mincer - Degradation Paradox (Spa) - Hydra Kyll - Timelines (USA) - Impure - Hemicorporectomy (Spa) - Infected Chaos - The Wake of Ares (Aut) - Infernal - A Tragedy Called Existence (Col) - Inhuman - Course of Human Destruction (CR) - Inhuman - Conquerors Of The New World (CR) | - Insidious Torture - Lust and Decay (Au) - Katalepsy - Musick Brings Injuries (Rus) - Kronos - The Hellenic Terror (Fra) - Manic Demise - The Bitter Blood of Brutality (USA) - Mortician - Tribute to Mortician (USA) - Mortify - Preliminary Hearing (Can) - Moñigo - Coprometidos con la Causa (Spa) - Necrotic Disgorgement - Documentaries of Dementia (USA) - Nemecic - The First Morning and the Last Day (Fin) - Nüll - Turbosuizide (Spa) - Over Your Threshold - Facticity (Ger) - Revenant - The Burning Ground (USA) - Rex Devs - Ser de seres (Spa) - Rex Devs - Nosce te Ipsum (Spa) - The Sickening - Death Devastation Decay (Nor) - The Unborn Dead - Primitive Origins (Can) - The YTriple Corporation - Medusa Megalopolis (Spa) - The YTriple Corporation - The Sentinel’s Eyes (Spa) - Time of Hate - Sweating Hate (Spa) - Tools of Torture - Faith-Purification-Execution (Ita) - Truculency - Eviscerate the Paraplegic (USA) - Unsane Crisis - Split with Ekkaia (Spa) - Unsane Crisis - Split with Hashassin (Spa) - Unfathomable Ruination - Misshapen Congenital Entropy (UK) - Unfathomable Ruination - Unfathomable Ruination (UK) - Umbah - Enter the Dagobah Core (UK) - Unwom - Phase 1: Inner Earth Dimension (Spa) - Vidres a la Sang - Vidres a la Sang (Spa) - Vidres a la Sang - Endins (Spa) - Whoretopsy - They Did Unspeakable Things (Au) - Whoretopsy - Isn’t She Lovely (Au) - Whoretopsy - Never Tear Us Apart (Au) - Wormed - Floating Cadaver in the Monochrome (Spa) - Wormed - Voxel Mitosis (Spa) - Wormed - Planisphærium (Spa) - Wormed - Quasineutrality (Spa) - Wormed - Exodromos (Spa) - Wrong - Memories of Sorrow (Spa) - Wrong - Pessimistic Outcomes (Spa) |